# 好きしょ!!ラジオ
好きしょ!!ラジオ（すきしょ!!ラジオ）は、ランティスウェブラジオにて配信されていた、アニメ『好きなものは好きだからしょうがない!!』に関連したインターネットラジオ番組（アニラジ）。
パーソナリティは、緑川光と宮田幸季。ゲスト参加は千葉進歩、私市淳、保志総一朗。
2005年7月2日に最終回として公開録音の模様の配信をもって、番組は終了した。

## 放送概要
- ランティスウェブラジオ：2004年10月～2005年7月、毎週土曜日更新。

## コーナー
- オープニングドラマ
- 男のココに萌！
- 男のココに萎え！
- スタジオの中心で愛をささやく
- 好きしょ!!お悩み保健室
- こんなコトしてそな二人
- 好きしょ!!インフォメーション

## 備考
- アニラジではないが、タイトル内の「好きしょ」の部分が、かつて北海道のSTVラジオで放送されていた「会員制ラジオ番組 うまいっしょクラブ」にそっくりである可能性も出ていたらしい。
- 2005年3月24日にランティスから「好きしょ!!ラジオCDスペシャル」が発売された。
- 2005年7月21日にランティスから「好きしょ!!ラジオCDスペシャルII」が発売された。